# Neufeld an der Leitha
Pour les articles homonymes, voir Neufeld.
Neufeld an der Leitha est une commune autrichienne du district d'Eisenstadt-Umgebung dans le Burgenland.

## Personnalités
- Fred Sinowatz (1929-2008), chancelier fédéral 1983-1986